# اندیس خرمنه بزرگ
خرمنه بزرگ یک اندیس فلزی است که در حوالی شهر باشتین استان خراسان قرار دارد و مادهٔ معدنی موجود در آن، مس است.سنگ میزبان این اندیس پریدوتیت است  در این اندیس، پاراژنز‌های پیریت، آزوریت، لیمونیت، هماتیت یافت می‌شوند.